# Geltingia associata
Geltingia associata är en lavart som först beskrevs av Theodor 'Thore' Magnus Fries, och fick sitt nu gällande namn av Vagn Alstrup och David Leslie Hawksworth. Geltingia associata ingår i släktet Geltingia, och familjen Odontotremataceae. Arten är reproducerande i Sverige.